# Olimpiadi degli scacchi del 2010

Nazioni partecipanti: in verde chiaro i paesi che hanno partecipato ad entrambi i tornei, in verde scuro quelle che hanno partecipato solo al torneo open, in giallo i partecipanti al solo torneo femminile.

Le Olimpiadi degli scacchi del 2010 si sono svolte tra il 20 settembre e il 4 ottobre a Chanty-Mansijsk, in Russia, nella Siberia occidentale. Sono state la 39ª edizione ufficiale organizzata dalla FIDE, comprendente una sezione open ed una femminile; in totale hanno partecipato 1305 giocatori di 141 nazioni, inclusi 254 Grandi Maestri e 164 Maestri Internazionali.
Chanty-Mansijsk è stata scelta come sede durante le Olimpiadi del 2006, battendo la concorrenza di Budua, Buenos Aires, Riga e Poznań.
Contemporaneamente alle Olimpiadi si è svolta un'assemblea generale della FIDE; durante essa è stato rieletto presidente Kirsan Ilyumzhinov, che ha sconfitto Anatolij Karpov per 95 voti a 55.

## Regolamento
Il torneo si è disputato con la formula del sistema svizzero su 11 turni; la cadenza di gioco è di 90 minuti per le prime 40 mosse e 30 minuti per finire, più 30 secondi di incremento per ogni mossa. Il punteggio delle squadre è determinato prima dai match points (punti squadra; 2 per la vittoria di squadra, 1 per il pareggio, nessuno per la sconfitta), e in caso di parità, successivamente, da:
- sistema Sonnenborn-Berger: somma dei punteggi degli avversari affrontati (escluso quello con il punteggio più basso), ciascuno moltiplicato per il punteggio ottenuto dalla squadra;
- somma dei punti realizzati dai giocatori (game points);
- bucholz: somma dei punti squadra degli avversari affrontati, escluso quello con il punteggio più basso.[6]

Sebbene inizialmente fossero previste cinque squadre russe (tre nella sezione open e due femminili), ve ne sono state otto, cinque nel torneo principale e tre in quello femminile. Ogni squadra è composta da cinque giocatori, uno dei quali di riserva.

## Torneoopen
Al torneo open hanno partecipato 148 squadre, cinque delle quali russe. La squadra rumena si è ritirata pochi giorni prima dell'inizio del torneo a causa di contrasti tra la Federazione e i giocatori.

### Risultati a squadre
Oltre alla classifica generale, le squadre sono state divise, sulla base del seed, in cinque gruppi; sono state premiate le prime tre classificate di ogni gruppo (ad esclusione di quelle già premiate con le medaglie).
| Pos. | Squadra     | Giocatori                                                                                         | Seed | Elo  | 2  | 1 | 0 | Punti | S-B   |
| ---- | ----------- | ------------------------------------------------------------------------------------------------- | ---- | ---- | -- | - | - | ----- | ----- |
|      | Ucraina     | Vasyl' Ivančuk, Ruslan Ponomarëv, Pavlo El'janov, Zachar Jefymenko, Oleksandr Moïsejenko          | 2    | 2737 | 19 | 8 | 3 | 0     | 380,5 |
|      | Russia 1    | Vladimir Kramnik, Aleksandr Griščuk, Pëtr Svidler, Sergej Karjakin, Vladimir Malachov             | 1    | 2755 | 18 | 8 | 2 | 1     | 379,5 |
|      | Israele     | Boris Gelfand, Emil Sutovskij, Il'ja Smiryn, Maxim Rodshtein, Victor Mikhalevski                  | 11   | 2676 | 17 | 7 | 3 | 1     | 367,5 |
| 4    | Ungheria    | Péter Lékó, Zoltán Almási, Judit Polgár, Ferenc Berkes, Csaba Balogh                              | 5    | 2698 | 17 | 8 | 1 | 2     | 355,5 |
| 5    | Cina        | Wang Yue, Bu Xiangzhi, Wang Hao, Zhou Jianchao, Li Chao                                           | 3    | 2703 | 16 | 7 | 2 | 2     | 362,0 |
| 6    | Russia 2    | Jan Nepomnjaščij, Evgenij Alekseev, Nikita Vitjugov, Evgenij Tomaševskij, Artyrom Timofeev        | 4    | 2702 | 16 | 8 | 0 | 3     | 355,0 |
| 7    | Armenia     | Lewon Aronyan, Vladimir Hakobyan, Gabriel Sargsyan, Arman Pašikyan, Avetik Grigoryan              | 6    | 2698 | 16 | 7 | 2 | 2     | 345,0 |
| 8    | Spagna      | Aleksej Širov, Francisco Vallejo Pons, Iván Salgado López, Jordi Magem Badals, Daniel Alsina Leal | 16   | 2658 | 16 | 7 | 2 | 2     | 332,0 |
| 9    | Stati Uniti | Hikaru Nakamura, Gata Kamskij, Aleksandr Oniščuk, Yuri Shulman, Robert Lee Hess                   | 9    | 2691 | 16 | 7 | 2 | 2     | 315,5 |
| 10   | Francia     | Maxime Vachier-Lagrave, Laurent Fressinet, Vladislav Tkačëv, Édouard Romain, Sébastien Feller     | 10   | 2681 | 16 | 6 | 4 | 1     | 311,5 |

#### Gruppo A
|  | Squadra  | Piazzamento totale | Seed | Elo  | Punti | S-B   |
|  | Ungheria | 4                  | 5    | 2703 | 17    | 362,0 |
|  | Cina     | 5                  | 3    | 2702 | 16    | 355,0 |
|  | Russia 2 | 6                  | 4    | 2698 | 16    | 345,0 |

#### Gruppo B
|  | Squadra     | Piazzamento totale | Seed | Elo  | Punti | S-B   |
|  | Bielorussia | 14                 | 35   | 2559 | 15    | 307,5 |
|  | Danimarca   | 19                 | 44   | 2519 | 15    | 257,5 |
|  | Italia      | 21                 | 30   | 2583 | 14    | 316,5 |

#### Gruppo C
|  | Squadra                                        | Piazzamento totale | Seed | Elo  | Punti | S-B   |
|  | Uruguay                                        | 46                 | 74   | 2384 | 13    | 227   |
|  | Associazione Internazionale Scacchi silenziosi | 48                 | 72   | 2394 | 13    | 197   |
|  | Albania                                        | 57                 | 68   | 2419 | 12    | 231,5 |

#### Gruppo D
|  | Squadra       | Piazzamento totale | Seed | Elo  | Punti | S-B   |
|  | Libia         | 87                 | 105  | 2195 | 11    | 187,5 |
|  | Algeria       | 89                 | 91   | 2273 | 10    | 195,5 |
|  | Nuova Zelanda | 91                 | 92   | 2272 | 10    | 176   |

#### Gruppo E
|  | Squadra  | Piazzamento totale | Seed | Elo  | Punti | S-B   |
|  | Zambia   | 47                 | 121  | 2002 | 13    | 202,5 |
|  | Pakistan | 62                 | 123  | 1970 | 12    | 194,5 |
|  | Nigeria  | 101                | 139  | 1464 | 10    | 153,0 |

### Risultati individuali
Medaglie sono state assegnate ai migliori giocatori (con almeno otto partite giocate) secondo la prestazione Elo, considerando con spareggio la percentuale di punti ottenuti, con classifiche separate secondo la scacchiera; le riserve sono state considerate come giocatori della quinta.

#### Prima scacchiera
|  | Giocatore           | Squadra  | Elo  | Prestazione | Punti | Partite | Percentuale |
|  | ------------------- | -------- | ---- | ----------- | ----- | ------- | ----------- |
|  | GM Vasyl' Ivančuk   | Ucraina  | 2754 | 2890        | 8     | 10      | 80          |
|  | GM Lewon Aronyan    | Armenia  | 2783 | 2888        | 7,5   | 10      | 75          |
|  | GM Jan Nepomnjaščij | Russia 2 | 2706 | 2821        | 6,5   | 9       | 72,2        |

#### Seconda scacchiera
|  | Giocatore         | Squadra  | Elo  | Partite | Prestazione | Punti | Percentuale |
|  | ----------------- | -------- | ---- | ------- | ----------- | ----- | ----------- |
|  | GM Emil Sutovskij | Israele  | 2665 | 2895    | 6,5         | 8     | 81,3        |
|  | GM Zoltán Almási  | Ungheria | 2707 | 2801    | 7           | 10    | 70          |
|  | GM Wang Hao       | Cina     | 2724 | 2783    | 7,5         | 10    | 75          |

#### Terza scacchiera
|  | Giocatore            | Squadra     | Elo  | Prestazione | Punti | Partite | Percentuale |
|  | -------------------- | ----------- | ---- | ----------- | ----- | ------- | ----------- |
|  | GM Vital' Ceceraŭ    | Bielorussia | 2511 | 2853        | 7     | 8       | 87,5        |
|  | GM Pavlo El'janov    | Ucraina     | 2761 | 2737        | 7     | 10      | 70          |
|  | GM Sergej Rublëvskij | Russia 3    | 2683 | 2727        | 8     | 11      | 72,7        |

#### Quarta scacchiera
|  | Giocatore           | Squadra     | Elo  | Prestazione | Punti | Partite | Percentuale |
|  | ------------------- | ----------- | ---- | ----------- | ----- | ------- | ----------- |
|  | GM Sergej Karjakin  | Russia 1    | 2683 | 2859        | 8     | 10      | 80          |
|  | GM Zachar Jefymenko | Ucraina     | 2683 | 2783        | 8,5   | 11      | 77,3        |
|  | GM Anish Giri       | Paesi Bassi | 2677 | 2730        | 8     | 11      | 72,7        |

#### Quinta scacchiera (riserva)
|  | Giocatore           | Squadra   | Elo  | Prestazione | Punti | Partite | Percentuale |
|  | ------------------- | --------- | ---- | ----------- | ----- | ------- | ----------- |
|  | GM Sébastien Feller | Francia   | 2649 | 2708        | 6     | 9       | 66,7        |
|  | GM Mateusz Bartel   | Polonia   | 2599 | 2706        | 7     | 9       | 77,8        |
|  | GM Vlastimil Babula | Rep. Ceca | 2515 | 2668        | 7     | 9       | 77,8        |

## Torneo femminile
Al torneo femminile partecipano 114 squadre, tre delle quali tedesche.

### Risultati a squadre
Oltre alla classifica generale, le squadre sono state divise, sulla base del seed, in cinque gruppi; sono state premiate le prime tre classificate di ogni gruppo (ad esclusione di quelle già premiate con le medaglie).
| Pos. | Squadra     | Giocatori | Seed | Elo  | 2  | 1 | 0 | Punti | S-B   |
| ---- | ----------- | --- | ---- | ---- | -- | - | - | ----- | ----- |
|      | Russia 1    | GM Tat'jana Kosinceva, MI Nadežda Kosinceva, GM Aleksandra Kostenjuk, MI Alisa Galljamova, GMF Valentina Gunina               | 1    | 2536 | 11 | 0 | 0 | 22    | 439,5 |
|      | Cina        | GM Hou Yifan, GMF Ju Wenjun, GM Zhao Xue, GMF Huang Qian, MI Wang Yu                                                          | 2    | 2500 | 9  | 0 | 2 | 18    | 386,5 |
|      | Georgia     | GM Nana Dzagnidze, MI Lela Javakhishvili, MI Salome Melia, MI Sopiko Khukhashvili, MI Bela Khotenashvili                      | 4    | 2472 | 7  | 2 | 2 | 16    | 384,0 |
| 4    | Cuba        | MIF Lisandra Ordaz Valdes, MIF Napoles Linares, GMF Yaniet Marrero López, GMF Sulennis Pina Vega, GMF Maritza Arribas Robaina | 18   | 2333 | 8  | 0 | 3 | 16    | 348,5 |
| 5    | Stati Uniti | MI Irina Krush, MI Hanna Zatons'kych, MFF Tatev Abrahamyan, GMF Kamile Baginskaite, GMF Sabina-Francesca Foisor               | 6    | 2413 | 7  | 2 | 2 | 16    | 336,5 |
| 6    | Polonia     | GM Monika Soćko, GMF Jolanta Zawadzka, GMF Joanna Majdan, MI Joanna Dworakowska, GMF Beata Kądziołka                          | 10   | 2386 | 7  | 2 | 2 | 16    | 336,0 |
| 7    | Azerbaigian | GMF Zeynəb Məmmədyarova, GMF Türkan Məmmədyarova, MFF Gülnar Məmmədova, MIF Nərgiz Umudova, MIF Xəyalə İsgəndərova            | 26   | 2270 | 8  | 0 | 3 | 16    | 320   |
| 8    | Bulgaria    | GM Antoaneta Stefanova, GMF Margarita Vojska, MIF Adriana Nikolova, MIF Iva Videnova, GMF Marija Velčeva                      | 12   | 2361 | 7  | 2 | 2 | 16    | 296,5 |
| 9    | Ucraina     | GM Kateryna Lahno, GM Natalja Žukova, MI Anna Ushenina, MI Inna Gaponenko, MI Mariya Muzychuk                                 | 3    | 2493 | 7  | 1 | 3 | 15    | 366,5 |
| 10   | Russia 2    | GMF Natalija Pogonina, GMF Olga Girya, GMF Anastasija Savina, MI Anastasija Bodnaruk, GMF Alina Kašlinskaja                   | 5    | 2427 | 6  | 3 | 2 | 15    | 335,5 |

#### Gruppo A
|  | Squadra     | Piazzamento totale | Seed | Elo  | Punti | S-B   |
|  | Cuba        | 4                  | 18   | 2333 | 16    | 348,5 |
|  | Stati Uniti | 5                  | 6    | 2413 | 16    | 336,5 |
|  | Polonia     | 6                  | 10   | 2386 | 16    | 336,0 |

#### Gruppo B
|  | Squadra     | Piazzamento totale | Seed | Elo  | Punti | S-B   |
|  | Azerbaigian | 7                  | 26   | 2270 | 16    | 320,0 |
|  | Russia 3    | 14                 | 36   | 2209 | 15    | 287,0 |
|  | Vietnam     | 18                 | 24   | 2288 | 14    | 278,0 |

#### Gruppo C
|  | Squadra   | Piazzamento totale | Seed | Elo  | Punti | S-B   |
|  | Turchia   | 38                 | 48   | 2145 | 12    | 264   |
|  | Svezia    | 41                 | 55   | 2100 | 12    | 244,5 |
|  | Indonesia | 43                 | 50   | 2144 | 12    | 236,0 |

#### Gruppo D
|  | Squadra   | Piazzamento totale | Seed | Elo  | Punti | S-B   |
|  | Guatemala | 56                 | 77   | 1892 | 11    | 202,5 |
|  | Algeria   | 61                 | 90   | 1713 | 11    | 184,5 |
|  | Cile      | 63                 | 75   | 1921 | 11    | 160,0 |

#### Gruppo E
|  | Squadra  | Piazzamento totale | Seed | Elo  | Punti | S-B   |
|  | Giamaica | 83                 | 99   | 1401 | 9     | 160,5 |
|  | Qatar    | 87                 | 93   | 1568 | 9     | 118,0 |
|  | Nigeria  | 88                 | 104  | 1375 | 9     | 118,0 |

### Risultati individuali
Medaglie sono state assegnate alle migliori giocatrici (con almeno otto partite giocate) secondo la prestazione Elo, considerando con spareggio la percentuale di punti ottenuti, con classifiche separate secondo la scacchiera; le riserve sono state considerate come giocatori della quinta.

#### Prima scacchiera
|  | Giocatore               | Squadra     | Elo  | Prestazione | Punti | Partite | Percentuale |
|  | ----------------------- | ----------- | ---- | ----------- | ----- | ------- | ----------- |
|  | GM Tat'jana Kosinceva   | Russia 1    | 2573 | 2628        | 7     | 10      | 70          |
|  | GMF Zeynəb Məmmədyarova | Azerbaigian | 2234 | 2623        | 9     | 11      | 81,8        |
|  | GM Hou Yifan            | Cina        | 2578 | 2573        | 8     | 11      | 72,72,7     |

#### Seconda scacchiera
|  | Giocatore               | Squadra  | Elo  | Prestazione | Punti | Partite | Percentuale |
|  | ----------------------- | -------- | ---- | ----------- | ----- | ------- | ----------- |
|  | MI Nazežda Kosinceva    | Russia 1 | 2565 | 2662        | 8,5   | 10      | 85          |
|  | GMF Ju Wenjun           | Cina     | 2516 | 2636        | 9,5   | 11      | 86,4        |
|  | MIF Pham Le Thao Nguyen | Vietnam  | 2304 | 2481        | 8,5   | 10      | 85          |

#### Terza scacchiera
|  | Giocatore                | Squadra  | Elo  | Prestazione | Punti | Partite | Percentuale |
|  | ------------------------ | -------- | ---- | ----------- | ----- | ------- | ----------- |
|  | GMF Yaniet Marrero López | Cuba     | 2324 | 2511        | 7     | 8       | 87,5        |
|  | MI Salome Melia          | Georgia  | 2439 | 2458        | 7     | 10      | 70          |
|  | GMF Ilze Bērziņa         | Lettonia | 2283 | 2450        | 9     | 11      | 81,8        |

#### Quarta scacchiera
|  | Giocatore              | Squadra  | Elo  | Prestazione | Punti | Partite | Percentuale |
|  | ---------------------- | -------- | ---- | ----------- | ----- | ------- | ----------- |
|  | MI Inna Haponenko      | Ucraina  | 2469 | 2691        | 7,5   | 8       | 93,8        |
|  | MI Anastasija Bodnaruk | Russia 2 | 2399 | 2569        | 7     | 8       | 87,5        |
|  | MIF Olga Vasiliev      | Israele  | 2293 | 2379        | 7     | 9       | 77,8        |

#### Quinta scacchiera (riserva)
|  | Giocatore             | Squadra  | Elo  | Prestazione | Punti | Partite | Percentuale |
|  | --------------------- | -------- | ---- | ----------- | ----- | ------- | ----------- |
|  | MI Marija Muzyčuk     | Ucraina  | 2464 | 2431        | 6,5   | 9       | 72,2        |
|  | GMF Alina Kašlinskaja | Russia 2 | 2358 | 2327        | 5,5   | 9       | 61,1        |
|  | MI Bela Khotenashvili | Georgia  | 2464 | 2289        | 5     | 8       | 62,5        |

## Titolo assoluto
Il trofeo Nona Gaprindashvili viene aggiudicato alla nazione partecipante le cui squadre nel torneo open ed in quello femminile hanno ottenuto una migliore somma dei punti dei due tornei. In caso di parità la classifica viene formata attraverso gli stessi spareggi dei singoli tornei, ma sommati.
| Pos. | Nazione     | Punti open | Punti femminile | Somma | S-B   |
| ---- | ----------- | ---------- | --------------- | ----- | ----- |
|      | Russia 1    | 18         | 22              | 40    | 819,0 |
|      | Cina        | 16         | 18              | 34    | 748,5 |
|      | Ucraina     | 19         | 15              | 34    | 747,0 |
| 4    | Stati Uniti | 16         | 16              | 32    | 652,0 |
| 5    | Russia 2    | 16         | 15              | 31    | 690,5 |
| 6    | Polonia     | 15         | 16              | 31    | 682,5 |
| 7    | Ungheria    | 17         | 14              | 31    | 676,0 |
| 8    | Armenia     | 16         | 15              | 31    | 672,5 |
| 9    | Azerbaigian | 15         | 15              | 30    | 676,0 |
| 10   | Israele     | 17         | 13              | 30    | 657,5 |

## Nazioni partecipanti
145 nazioni hanno partecipato alle Olimpiadi; di queste 107 hanno partecipato ad entrambi i tornei, cui si aggiungono tre organizzazioni internazionali:
- Associazione Internazionale Scacchi alla cieca
- Associazione Internazionale Scacchi per disabili fisici
- Associazione Internazionale Scacchi silenziosi
- Albania
- Algeria
- Angola
- Antille Olandesi
- Argentina
- Armenia
- Aruba
- Australia
- Austria
- Azerbaigian
- Bangladesh
- Barbados
- Bielorussia
- Bolivia
- Bosnia ed Erzegovina
- Botswana
- Brasile
- Bulgaria
- Canada
- Cile
- Cina
- Colombia
- Corea del Sud
- Croazia
- Cuba
- Danimarca
- Ecuador
- Egitto
- Emirati Arabi Uniti
- Estonia
- Etiopia
- Filippine
- Francia
- Galles
- Georgia
- Germania
- Giamaica
- Giappone
- Giordania
- Grecia
- Guatemala
- Honduras
- India
- Indonesia
- Inghilterra
- Iran
- Iraq
- Irlanda
- Islanda
- Israele
- Italia
- Kazakistan
- Kenya
- Kirghizistan
- Lettonia
- Libano
- Libia
- Macedonia
- Malawi
- Malaysia
- Messico
- Moldavia
- Mongolia
- Montenegro
- Mozambico
- Paesi Bassi
- Nuova Zelanda
- Nigeria
- Norvegia
- Pakistan
- Panama
- Paraguay
- Perù
- Polonia
- Portogallo
- Porto Rico
- Qatar
- Rep. Ceca
- Rep. Dominicana
- Russia
- Scozia
- Serbia
- Seychelles
- Singapore
- Slovacchia
- Slovenia
- Spagna
- Sri Lanka
- Stati Uniti
- Sudafrica
- Suriname
- Svezia
- Svizzera
- Tagikistan
- Thailandia
- Taipei cinese
- Trinidad e Tobago
- Turchia
- Turkmenistan
- Ucraina
- Uganda
- Ungheria
- Uzbekistan
- Venezuela
- Vietnam
- Yemen
- Zambia

35 nazioni hanno invece partecipato solo al torneo open:
- Andorra
- Belgio
- Bermuda
- Brunei
- Burundi
- Camerun
- Cipro
- Costa Rica
- Finlandia
- Ghana
- Guernsey
- Haiti
- Hong Kong
- Fær Øer
- Isole Vergini Americane
- Jersey
- Lituania
- Lussemburgo
- Macao
- Madagascar
- Mali
- Malta
- Monaco
- Mauritius
- Mauritania
- Namibia
- Nepal
- Palestina
- Papua Nuova Guinea
- Ruanda
- San Marino
- São Tomé e Príncipe
- Senegal[18]
- Sierra Leone
- Uruguay

La Romania (a causa del ritiro della squadra maschile), la Siria e la Tunisia hanno partecipato solo al torneo femminile.